# Bukvik Gornji
Bukvik Gornji (en serbe cyrillique : Буквик Горњи) est un village de Bosnie-Herzégovine. Il est situé dans le district de Brčko. Selon les premiers résultats du recensement de 2013, il compte 122 habitants.

## Démographie

### Évolution historique de la population dans la localité
| 1948 | 1953 | 1961 | 1971 | 1981 | 1991 | 2013 |
| ---- | ---- | ---- | ---- | ---- | ---- | ---- |
| -    | -    | 482  | 436  | 388  | 378  | 122  |

|  |

### Communauté locale
En 1991, Bukvik Gornji faisait partie de la communauté locale de Bukvik qui comptait 1 295 habitants, répartis de la manière suivante :